# Cuacos de Yuste
Cuacos de Yuste é um município da Espanha na comarca de La Vera, província de Cáceres, comunidade autónoma da Estremadura. Tem 52,6 km² de área e em 2021 tinha 847 habitantes (densidade: 16,1 hab./km²).
É em Cuacos de Yuste que se situa o Mosteiro de São Jerónimo de Yuste, onde o imperador Carlos V (I de Espanha), por vontade própria, viria a passar os últimos dias de sua vida. Os seus restos mortais foram mais tarde trasladados para o panteão do Mosteiro do Escorial.

## Demografia
| Variação demográfica do município entre 1991 e 2004 [carece de fontes?] | Variação demográfica do município entre 1991 e 2004 [carece de fontes?] | Variação demográfica do município entre 1991 e 2004 [carece de fontes?] | Variação demográfica do município entre 1991 e 2004 [carece de fontes?] |
| ----------------------------------------------------------------------- | ----------------------------------------------------------------------- | ----------------------------------------------------------------------- | ----------------------------------------------------------------------- |
| 1991                                                                    | 1996                                                                    | 2001                                                                    | 2004                                                                    |
| 975                                                                     | 892                                                                     | 949                                                                     | 961                                                                     |